# Hausruck Straße
Die Hausruck Straße (B 143) ist eine Landesstraße in Oberösterreich. Sie führt auf einer Länge von 48,2 km von der Innkreis Autobahn (A 8) (Anschlussstelle Ort i.I.) und Ried im Innkreis (Rieder Straße B 141 nach Osten und Westen) über den Hausruck nach Vöcklabruck an die Wiener Straße (B 1) mit Anschluss West Autobahn (A 1).
Die Straße verbindet damit in Nordwest–Südost-Verlauf Innviertel mit Traunviertel und Salzkammergut (Traunseer und Atterseer Region) und ist mit der Kobernaußer Straße (L 508) Ried–Straßwalchen, der Frankenburger Straße (L 509) Ried–Vöcklamarkt und dem Abzweiger der B 143, der Tanzbodenstraße (L 1071) über Ottnang nach Schwanenstadt, eine der wenigen ausgebauten Hausruck- und Kobernaußerwaldübergänge.

## Verlauf und Ausbau
Die Hausruck Straße ist heute relativ gut ausgebaut, durchquert aber das Stadtgebiet Ried (km 13,2–16,7), und hat namentlich Aurolzmünster (km 9,0–9,6), Eberschwang (km 24,2–24,8) und Ampflwang (km 37,6–38,9) hinderliche Ortsdurchfahrten, und am Dürnberg (Gemeinde Eberschwang, Gemeindegrenze Ried, km 17,7)
ein 12%iges Gefälle. Passhöhe liegt auf 695 m ü. A. (km 30,0 ⊙).

## Geschichte
Vöcklabruck wurde 1868 Bezirkshauptstadt, daher gab es aus der Zeit der Monarchie noch keine ausgewiesene Direktverbindung Ried – Vöcklabruck, vorrangig waren die für den Kohlebergbau im Hausruck bedeutenden Straßenzüge über Ottnang und Wolfsegg. Die 50,9 km lange Hausruckstraße zwischen Ried und Gmunden entstand 1932 durch Umbenennung von vier verschiedenen Vorgängerstraßen:
- Die Gmunden-Vöcklabrucker Bezirksstraße (16,9 km) zwischen Gmunden und Vöcklabruck
- Die Vöcklabruck-Wolfsegger Bezirksstraße führte von Vöcklabruck über Ottnang nach Wolfsegg. Die ersten 5,9 km dieser Straße gehörten ab 1932 zur Hausruckstraße, die restlichen 15 km bis Altenhof wurden weiterhin als Wolfsegger Straße bezeichnet.
- Die subventionierte Gemeindestraße Ungenach - Zell am Pettenfirst - Ampflwang (8,0 km) führte durch das westliche Kohlerevier am Hausruck, das nach dem Ersten Weltkrieg stark an Bedeutung gewonnen hatte.
- Die Ried-Eberschwang-Schwanenstädter Bezirksstraße (18,7 km) führte ursprünglich von Ried bis Schwanenstadt. Die ersten 10,4 km dieser Straße gehörten ab 1932 zur Hausruckstraße, die restlichen 22,1 km bis Schwanenstadt wurden ab 1932 als Tanzbodenstraße bezeichnet.

Die Aurolzmünsterer Straße zwischen Antiesenhofen und Ried wurde durch Verordnung der Bundesregierung vom 9. Juni 1933 zur Bundesstraße erklärt. Bis 1938 wurde die Aurolzmünsterer Straße als B 47 bezeichnet, nach dem Anschluss Österreichs wurde die Aurolzmünsterer Straße nicht als Reichsstraße geführt.
Die Hausruck Straße, die von Antiesenhofen über Ried bis Gmunden führte, gehörte seit dem 1. Jänner 1949 zum Netz der Bundesstraßen in Österreich.
Der Abschnitt zwischen Gmunden und Vöcklabruck ist seit 1971 Teil der heutigen Salzkammergut Straße (B 145), sodass die Hausruck Straße in Vöcklabruck an der B 1 endet.
Das zwischen Ort im Innkreis und Antiesenhofen liegende Stück der ehemaligen B 143 parallel zur A 8 wurde nach der Eröffnung der Autobahn als Bundesstraße aufgelassen und ist heute die Antiesenhofener Straße L 522.
Die Bundesstraßen wurden 2002 in Landeskompetenz überstellt, womit die Straße Oberösterreichische Landesstraße wurde.